# Balls Mahoney
Jonathan Rechner (11 d'abril de 1972 - 12 d'abril de 2016) va ser un lluitador professional nord-americà, més conegut pel nom que usava en la ECW, Balls Mahoney.

## Vida personal
Jonathan i la seva xicota van tenir un fill anomenat Christopher, que va néixer el 23 de novembre de 2007.
Jonathan tenia nombrosos tatuatges, entre ells dues peces tribals, un drac i pentagrama invertit en el seu braç, i un tatuatge dedicat a Chris Candido.
Rechner va morir el 12 d'abril de 2016, tan sols un dia després el seu 44è aniversari.

## Carrera
John va ser entrenat per Monster Factory i va debutar el 1987, amb 15 anys, sota el nom de Abbudah Singh.
Va lluitar inicialment en circuits independents i per a Stu Hart en Stampede Wrestling.

### World Wrestling Council
També va lluitar a Puerto Rico, en la WWC, on va canviar el seu nom en el ring pel de Abbuda Dein.
El 25 de febrer de 1989 va guanyar en WWC Puerto Rico Heavyweight Championship en derrotar a TNT. En maig d'aquest mateix any va formar equip amb Rip Rogers i van guanyar, en dues ocasions, en WWC World Tag Team Championship.
hhh

### Smoky Mountain Wrestling (1994-1995)
En aquesta empresa, va lluitar amb el nom de Boo Bradley, on va tenir un enfrontament amb el seu amic de la infància, Chris Candido.
Aquí va guanyar en dues ocasions en SMW Beat the Champ Television Championship.
Va fer, durant un breu període, equip amb Cactus Jack, que ho va convèncer perquè fos la seva pròpia persona.

### World Wrestling Federation (1995-1996)
Va aparèixer breument en la WWF sota el nom de Xanta Klaus

### Extreme Championship Wrestling (1997-2001)
El 1997 va signar amb l'ECW, ja sota el nom de Balls Mahoney.
Mahoney va fer debut en un PPV en November to Remember 1997, participant en un Four-Way Dance match pel Tag Team Championship, juntament amb el seu soci Rotten. Altres equips en la lluita van ser The Gangstanators (New Jack i John Kronus), Dudley Boyz i els campions, The FBI (Tracy Smothers i Little Guido). FBI va retenir el títol.
Va fer equip amb Spike Dudley.
Va fer la seva última aparició en ECW, en PPV Guilty as Charged 2001.

### Independent circuit (2001-2006)
Va passar per diverses federacions a Amèrica, sobretot als Estats Units.
També va aparèixer en TNA, on va fer equip amb The Sandman.

### World Wrestling Entertainment (2005-2008)

#### Extreme Championship Wrestling
El 2005, va tornar a sortir en One Night Stand 2005. Va fer una aparició en Raw on va atacar a John Cena.
Setmanes després del seu debut en l'ECW, va entrar en feu amb Kevin Thorn.

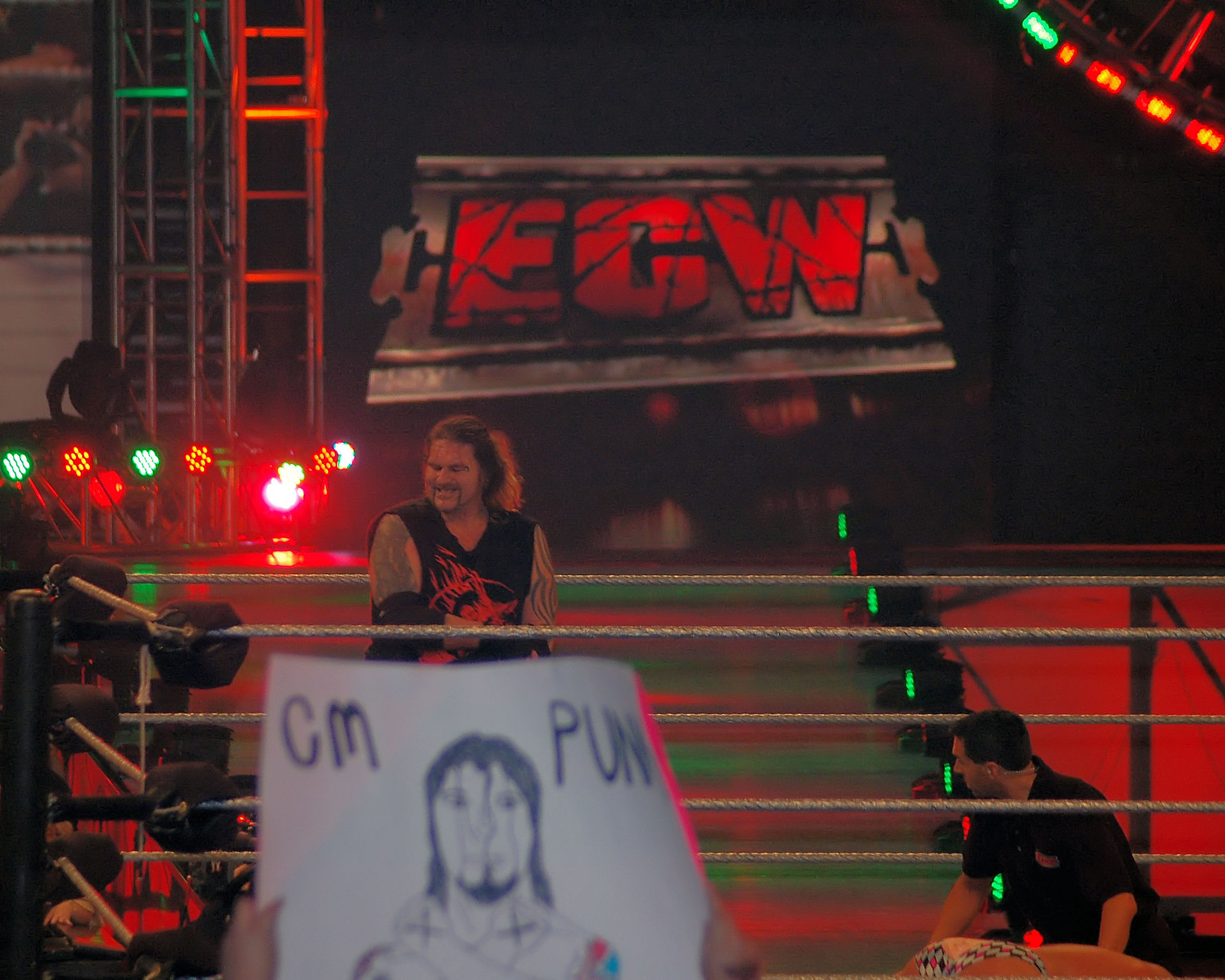
Mahoney en ECW December to Dismember.

En December to Dismember 2006 va derrotar a Matt Striker en una "Striker's Rules match".
Va barallar amb Tommy Dreamer, i Sandman contra Bobby Lashley en un 3 on 1 Hardcore Handicap Match pel ECW Championship.
Va tenir una espècie d'embolic amb The Miz i Kelly Kelly, que va acabar derivant en una relació (kayfabe) entre Balls i Kelly
El 29 de febrer de 2008, Balls va fer el seu retorn a la televisió en SmackDown, en un combat amb Big Daddy V.
El combat va acabar amb la intervenció de The Undertaker, que va aplicar un Chokeslam a Balls Mahoney sent alliberat del seu contracte amb la WWE el 28 d'abril de 2008.

## En lluita
- Moviments finals
  - Nutcracker Suite (Sitout scoop slam piledriver, de vegades des d'una posició elevada)
  - This Is Gonna Hurt / Balls to the Wall (Chair shot)
- Moviments de signatura
  - New Jersey Jam (Diving leg drop)
  - BallsBuster Slam / BallsBreaker Eslam (Spinning sitout o standing spinebuster)
  - Balls Combo (Múltiples left-handed punches seguits de wind-up right-handed punch, amb els fans cridant "Balls!" a cada cop i "Whooooooaaa... Balls!" en l'últim)
  - Frog splash
  - Sidewalk slam
  - Superkick
- Sobrenoms
  - "The Chair Swinging's Freak"

## Campionats i assoliments
Extreme Championship WrestlingECW Tag Team Championship (3 vegades) - amb Spike Dudley (2) i amb Masato Tanaka (1)
International Wrestling AssociationIWA Hardcore Championship (1 vegada)
International Wrestling CartellIWC Championship (1 vegada)
Mid-American WrestlingMAW Heavyweight Championship (1 vegada)
Smoky Mountain WrestlingSMW Beat the Champ Television Championship (2 vegades)
USA Pro WrestlingUSA Pro Championship (3 vegades)
World Wrestling Council
- WWC Puerto Rico Heavyweight Championship (1 vegada)
- WWC World Tag Team Championship (2 vegades) - amb Rip Rogers

Pro Wrestling IllustratedSituat a la posició 243 als PWI 500 del 2008